# Movimento de rotação
Movimento de rotação é o movimento circular de um objeto ao redor de um centro ou ponto de rotação.

## Matemática

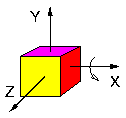
Rotação Eixo X

Matematicamente, uma rotação é um movimento corporal rígido que, ao contrário de uma translação, mantém um ponto fixo. Essa definição se aplica a rotações dentro de duas e três dimensões (em um plano e no espaço, respectivamente).
Todos os movimentos rígidos do corpo são rotações, translações ou combinações dos dois.
Uma rotação é simplesmente uma orientação radial progressiva para um ponto comum. Esse ponto comum está dentro do eixo desse movimento. O eixo é perpendicular ao plano do movimento. Se o eixo da rotação se encontra externo ao corpo em questão, então o corpo é dito orbitar. Não há diferença fundamental entre uma "rotação" e uma "órbita" e ou "rotação". A principal diferença é simplesmente onde está o eixo da rotação, dentro ou fora de um corpo em questão.
Rotações em torno dos eixos x, y e z são chamadas de rotações principais. A rotação em torno de qualquer eixo pode ser realizada tomando uma rotação ao redor do eixo x, seguida de uma rotação ao redor do eixo y, seguida por uma rotação ao redor do eixo z. Ou seja, qualquer rotação espacial pode ser decomposta em uma combinação de rotações principais.

## Astronomia

Rotação do Planeta Terra

Na astronomia, a rotação é um fenômeno comumente observado. Estrelas, planetas e corpos semelhantes giram em torno de seus eixos. A taxa de rotação dos planetas no sistema solar foi medida pela primeira vez rastreando recursos visuais. A rotação estelar é medida através do desvio Doppler ou pelo rastreamento de características ativas da superfície.
Essa rotação induz uma aceleração centrífuga no referencial da Terra, que neutraliza levemente o efeito da gravidade, quanto mais próximo estiver do equador. Um efeito é que um objeto pesa um pouco menos no equador. Outra é que a Terra está ligeiramente deformada em um esferoide oblato.
Outra consequência da rotação de um planeta é o fenômeno da precessão. Como um giroscópio, o efeito geral é uma leve "oscilação" no movimento do eixo de um planeta. Atualmente, a inclinação do eixo da Terra para o seu plano orbital (obliquidade da eclíptica) é de 23,44 graus, mas esse ângulo muda lentamente (ao longo de milhares de anos). (Veja também Precessão dos equinócios e da estrela polar.)

### Rotação e revolução
Enquanto revolução é frequentemente usada como sinônimo de rotação, em muitos campos, particularmente astronomia e campos relacionados, revolução, frequentemente referida como revolução orbital por clareza, é usada quando um corpo se move em torno de outro enquanto rotação é usada para significar o movimento em torno de um eixo. As luas giram em torno de seu planeta, os planetas giram em torno de sua estrela (como a Terra ao redor do Sol); e estrelas lentamente giram em torno do centro da galáxia. O movimento dos componentes das galáxias é complexo, mas geralmente inclui um componente de rotação.

### Rotação retrógrada
A maioria dos planetas do nosso sistema solar, incluindo a Terra, giram na mesma direção em que orbitam o Sol. As exceções são Vênus e Urano. Urano gira quase de lado em relação à sua órbita. A especulação atual é que Urano começou com uma orientação típica de progresso e foi derrubado por um grande impacto no início de sua história. Vênus pode ser pensado como girando lentamente para trás (ou sendo "de cabeça para baixo"). O planeta anão Plutão (antigamente considerado um planeta) é anômalo neste e em outros aspectos.

## Física
A velocidade de rotação é dada pela velocidade angular (rad / s) ou frequência (voltas por vez) ou período (segundos, dias, etc.). O taxa de variação da velocidade angular é a aceleração angular (rad / s²), causada pelo torque. A relação entre os dois (o quão pesado é para iniciar, parar ou alterar a rotação) é dada pelo momento de inércia.
O vetor de velocidade angular (um vetor axial) também descreve a direção do eixo de rotação. Da mesma forma, o torque é um vetor axial.

### Movimento de translação
O movimento de translação pode ser analisado observando-se exclusivamente o centro de massa do corpo. O corpo executa movimento de translação se o seu centro de massa se desloca à medida que o tempo passa. Assim, o movimento de translação do corpo rígido está associado ao movimento do centro de massa.
O que provoca o movimento de translação são as forças externas agindo sobre o corpo rígido. O corpo rígido se desloca de tal forma que tudo se passa como se todas as forças estivessem atuando sobre o centro de massa.

### Princípio Cosmológico
Acredita-se que as leis da física sejam invariantes sob qualquer rotação fixa. (Embora pareçam mudar quando vistos de um ponto de vista rotativo: veja o referencial giratório.)
Na cosmologia física moderna, o princípio cosmológico é a noção de que a distribuição da matéria no universo é homogênea e isotrópica quando vista em uma escala grande o suficiente, já que se espera que as forças atuem uniformemente em todo o universo e não tenham direção preferida, e deveriam, portanto, não produzem irregularidades observáveis na estruturação em larga escala ao longo do curso da evolução do campo da matéria que foi inicialmente estabelecido pelo Big Bang.
Em particular, para um sistema que se comporta da mesma maneira, independentemente de como ele é orientado no espaço, seu Lagrangiano é rotacionalmente invariante. De acordo com o teorema de Noether, se a ação (a integral ao longo do tempo de sua Lagrangiana) de um sistema físico é invariante sob rotação, então o momento angular é conservado.